# Bújida művészet
A Buvajhidák, avagy Bújida dinasztia egy síita uralkodóház volt a 10-11. században, amely elérte Dél-, valamint Nyugat-Irán és Irak függetlenségét, miközben az Abbászida kalifát saját bábjává tette. Uralkodója s névadója, Abū Šuǧāᶜ Būyah utódaival együtt meg tudta őrizni címzetes tekintélyét[pontosabban?], mely a művészetben is visszaköszön, például különböző érme-, edény-, fal- vagy textilfeliratokon keresztül.
Bár viszonylag kevés korabeli műtárggyal rendelkezünk, és ezen tárgyak sem mindig egyértelműen biztos források eredetüket tekintve, mégis meghatározhatunk egy-egy igaznak mondható attribútumot a bújida művészetről: ilyen például a középkori iszlám művészet erős hatása, valamint az ókori – nagyrészt szászánida – jegyek fellelhetősége az ősi iráni hagyományok megőrzése végett, melyek leginkább az építészetben, vagy a fémmegmunkálásban jelennek meg.

## Építészet

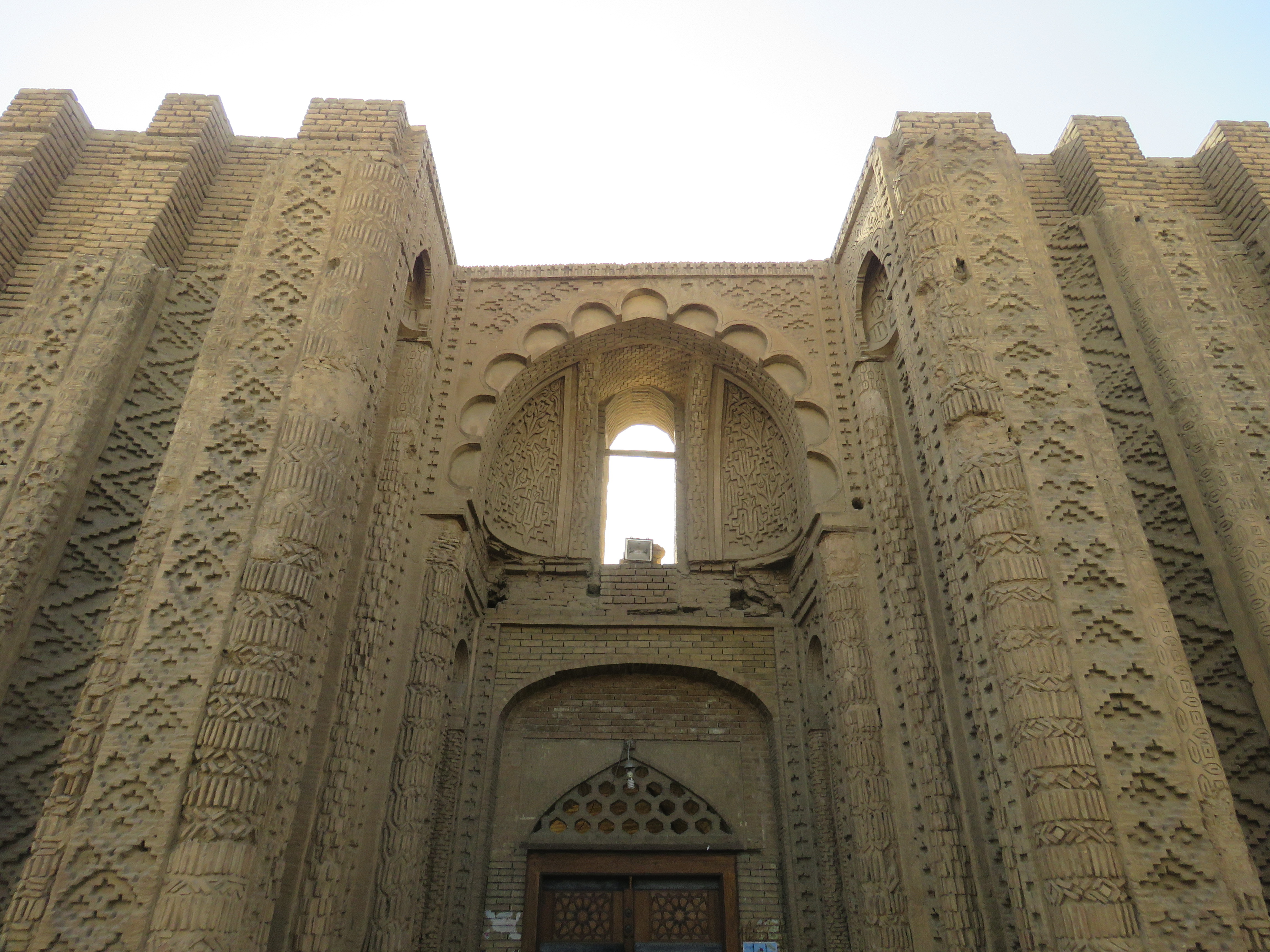
Gurgir mecset, Iszfahán

A bújida építészet főbb épülettípusai az uralkodók által építtetett magas grandiózus paloták, mecsetek és mauzóleumok, legjellemzőbb karakterisztikája pedig kisméretű téglákból kialakított felületek, különböző dombormintázatokban. Ismert építészeti példa az iszfaháni Ǧurǧīr Mecset, avagy szintén a dinasztia egykori fővárosában található Péntek mecset. A fennmaradt épületeken számos felirat is rendelkezésünkre áll.

## Fémművesség
A fennmaradt érmék jellemzően aranyból és ezüstből készültek, melyeken uralkodónevek, dátumok, arab versek találhatóak, melyek többnyire az uralkodót dicsőítették. Ikonográfiai szempontból az uralkodói portré, különféle állatok, valamint lakoma- és vadászjelenetek figyelhetőek meg leginkább. Az edények jellemzően a szászánida mintákat követték, gyakoriak voltak az öblös tányérok, illetve a különböző füles kancsók, ezüstből és aranyból is, gyakran dombormintás díszítésekkel. Az edényeket gyakran olvasztották be, és szabták át, ahogy változott a korabeli ízlés, de előfordult, hogy elajándékozták a dinasztián kívüli uralkodóknak, vagy elásták őket megőrzés céljából.

## Textíliák
A királyi textíliák jellemzően selyemből készültek, illetve gyakran kerültek erő sírokból, melynek oka, hogy feltehetőleg velük temették a halottakat, illetve lepelként is alkalmazhatták sírok fedésére. Ikonográfiájuk tekintetében szimbolikus minták figyelhetőek meg, leginkább madarak, emberek, fák, lovasok. Emellett feliratok is találhatóak rajtuk: uralkodónevek, vallási szövegek vagy különféle jókívánságok.

## Műtárgyhamisítás
A 19. század végére, illetve 20. század elejére fellendült a nemzetközi gyűjtögetés az iszlám művészet világában, ezáltal fellendült a piaca a műtárgyhamisításnak is, a bújida időszak pedig igencsak közkedveltnek számított a műtárgyhamisítók körében. Jelenleg központi probléma a kutatásban, hogy az eddig megtalált műtárgyak jelentős része csupán modern kori hamisítvány, ami átfogóan érint minden művészeti ágat: ismerünk példát építészeti elemekre megkérdőjelezhető feliratokkal, a fémművességen belül hamis érmék, és edények megjelenését, valamint számos textíliáról is kiderült részletesebb vizsgálat után, hogy nem korabeli. A hamisítványok között megfigyelhetőek az egyszerű, kézművesek által létrehozott darabok, valamint egy jóval mélyebb szaktudást igénylő, részletesen kidolgozott tárgycsoport is. Így az eredeti bújida emlékek kiválogatása még ma is megállás nélkül zajlik.